# Copa da Superliga Argentina de Futebol de 2020
A Copa da Superliga Argentina de Futebol de 2020, também conhecida oficialmente como Copa de la Superliga Quilmes Clásica de 2020 por conta do patrocínio da cerveja argentina Quilmes, foi a 2.ª e última edição dessa competição argentina de futebol. O torneio foi organizado pela Associação do Futebol Argentino (AFA) através da Superliga Argentina de Futebol (SAF) e contou com a participação dos 24 clubes da Superliga Argentina da temporada de 2019–20.
A competição começou em 13 de março e terminaria originalmente em 31 de maio de 2020, com o campeão, além do título, garantindo uma vaga na Taça Libertadores de 2021 e para a disputa do título do Trofeo de Campeones da Superliga de 2019–20 contra o vencedor da Superliga de 2019–20.. Em 12 de março de 2020, a AFA definiu que todas as partidas seriam disputadas com portões fechados para evitar a propagação do COVID-19. Em 17 de março de 2020, durante a disputa da primeia rodada, a Associação do Futebol Argentino (AFA) suspendeu provisoriamente o torneio devido à pandemia de COVID-19. Por fim, em 28 de abril de 2020, a AFA anunciou o cancelamento definitivo da competição, bem como de todas as suas ligas, dando por encerrada a temporada de 2019–20 do futebol argentino, sem clubes promovidos ou rebaixados.

## Regulamento
A Copa da Superliga iniciou no dia 13 de março e tinha término previsto para o dia 31 de maio de 2020, com 14 datas disponíveis. Seriam três fases: a primeira delas seria classificatória de pontos corridos e as demais no sistema "mata-mata"; o campeão se classificaria para a Copa Libertadores da América de 2021.
A competição seria disputada pelas 24 equipes da Superliga de 2019–20 que seriam divididas em duas zonas. A primeira fase contaria com 11 rodadas disputadas dentro de cada zona. As duas melhores equipes de cada zona avançariam para as semifinais, que teria partidas de ida e volta e cujos vencedores se classificariam para a grande decisão em partida única em campo neutro. Em caso de empate no placar agregado nas semifinais, haveria o gol qualificado e por fim, os pênaltis; na final, haveria direto à prorrogação e por fim, a disputa por pênaltis.

## Participantes

### Informações dos clubes
| Equipe             | Cidade                | Província           | Estádio (mando)             | Capacidade |
| ------------------ | --------------------- | ------------------- | --------------------------- | ---------- |
| Aldosivi           | Mar del Plata         | Buenos Aires        | José María Minella          | 35 180     |
| Argentinos Juniors | Buenos Aires          | Capital Federal     | Diego Armando Maradona      | 24 000     |
| Arsenal            | Sarandí               | Buenos Aires        | El Viaducto                 | 16 000     |
| Atlético Tucumán   | San Miguel de Tucumán | Tucumán             | Monumental José Fierro      | 35 200     |
| Banfield           | Banfield              | Buenos Aires        | Florencio Sola              | 34 901     |
| Boca Juniors       | Buenos Aires          | Capital Federal     | La Bombonera                | 49 000     |
| Central Córdoba    | Santiago del Estero   | Santiago del Estero | Alfredo Terrera             | 16 000     |
| Colón              | Santa Fé              | Santa Fé            | Cementerio de Elefantes     | 32 000     |
| Defensa y Justicia | Florencio Varela      | Buenos Aires        | Norberto Tomaghello         | 20 000     |
| Estudiantes        | La Plata              | Buenos Aires        | Ciudad de La Plata          | 53 000     |
| Gimnasia y Esgrima | La Plata              | Buenos Aires        | Estádio del Bosque          | 21 500     |
| Godoy Cruz         | Godoy Cruz            | Mendoza             | Malvinas Argentinas         | 42 000     |
| Huracán            | Buenos Aires          | Capital Federal     | El Palacio                  | 48 314     |
| Independiente      | Avellaneda            | Buenos Aires        | Libertadores de América     | 42 069     |
| Lanús              | Lanús                 | Buenos Aires        | La Fortaleza                | 46 619     |
| Newell's Old Boys  | Rosário               | Santa Fé            | Marcelo Bielsa              | 42 000     |
| Patronato          | Paraná                | Entre Ríos          | Presbítero Bartolomé Grella | 22 000     |
| Racing             | Avellaneda            | Buenos Aires        | El Cilindro                 | 51 000     |
| River Plate        | Buenos Aires          | Capital Federal     | Monumental de Núñez         | 66 269     |
| Rosário Central    | Rosário               | Santa Fé            | Gigante de Arroyito         | 41 465     |
| San Lorenzo        | Buenos Aires          | Capital Federal     | El Nuevo Gasómetro          | 47 964     |
| Talleres           | Córdoba               | Córdoba             | Mario Alberto Kempes        | 47 851     |
| Unión              | Santa Fé              | Santa Fé            | 15 de Abril                 | 26 000     |
| Vélez Sarsfield    | Buenos Aires          | Capital Federal     | José Amalfitani             | 49 540     |

## Calendário
O calendário de cada fase compreenderia as seguintes datas:
| Fase          | Datas                                                          |
| ------------- | -------------------------------------------------------------- |
| Primeira fase | 13 de março a 17 de maio (mas acabou cancelada em 28 de abril) |
| Semifinais    | 24 de maio (mas acabou cancelada em 28 de abril)               |
| Final         | 31 de maio (mas acabou cancelada em 28 de abril)               |

## Primeira fase
Disputada com as 24 equipes divididas em duas zonas de doze membros cada, no sistema de todos contra todos, em turno único de pontos corridos. Os dois primeiros de cada zona iriam para as semifinais. Os times de cada zona foram definidos pela Superliga Argentina de Fútbol (SAF) em 16 de dezembro de 2019. As mesmas foram estabelecidas por um software especial, a cargo do Instituto de Cálculo da Universidade de Buenos Aires (UBA) e do Consejo Nacional de Investigaciones Científicas y Técnicas (CONICET). Os times foram classificados de acordo com os seguintes critérios: 1) Pontos ganhos (3 pontos por vitória, 1 ponto por empate e 0 pontos por derrota); 2) Saldo de gols; 3) Gols marcados; 4) Pontos ganhos no confronto direto; 5) Saldo de gols no confronto direto; 6) Gols marcados no confronto direto.

### Classificação da Zona A
| Pos. | Equipes                 | P | J | V | E | D | GP | GC | SG |
| ---- | ----------------------- | - | - | - | - | - | -- | -- | -- |
| 1    | Boca Juniors            | 3 | 1 | 1 | 0 | 0 | 4  | 1  | 3  |
| 2    | San Lorenzo             | 3 | 1 | 1 | 0 | 0 | 3  | 1  | 2  |
| 3    | Newell's Old Boys       | 3 | 1 | 1 | 0 | 0 | 2  | 1  | 1  |
| 4    | Independiente           | 3 | 1 | 1 | 0 | 0 | 1  | 0  | 1  |
| 5    | Unión                   | 1 | 1 | 0 | 1 | 0 | 1  | 1  | 0  |
| 6    | Arsenal                 | 1 | 1 | 0 | 1 | 0 | 1  | 1  | 0  |
| 7    | Gimnasia y Esgrima (LP) | 1 | 1 | 0 | 1 | 0 | 0  | 0  | 0  |
| 8    | Banfield                | 1 | 1 | 0 | 1 | 0 | 0  | 0  | 0  |
| 9    | Central Córdoba (SdE)   | 0 | 1 | 0 | 0 | 1 | 1  | 2  | −1 |
| 10   | Vélez Sarsfield         | 0 | 1 | 0 | 0 | 1 | 0  | 1  | −1 |
| 11   | Patronato               | 0 | 1 | 0 | 0 | 1 | 1  | 3  | −2 |
| 12   | Godoy Cruz              | 0 | 1 | 0 | 0 | 1 | 1  | 4  | −3 |

Fonte: AFA (em castelhano) e SAF (em castelhano)

### Classificação da Zona B
| Pos. | Equipes            | P | J | V | E | D | GP | GC | SG | Classificação |
| ---- | ------------------ | - | - | - | - | - | -- | -- | -- | ------------- |
| 1    | Talleres (C)       | 3 | 1 | 1 | 0 | 0 | 3  | 0  | 3  |               |
| 2    | Colón              | 3 | 1 | 1 | 0 | 0 | 3  | 1  | 2  |               |
| 3    | Racing             | 3 | 1 | 1 | 0 | 0 | 4  | 3  | 1  |               |
| 4    | Defensa y Justicia | 3 | 1 | 1 | 0 | 0 | 2  | 1  | 1  |               |
| 5    | Argentinos Juniors | 3 | 1 | 1 | 0 | 0 | 1  | 0  | 1  |               |
| 6    | Atlético Tucumán   | 0 | 0 | 0 | 0 | 0 | 0  | 0  | 0  |               |
| 7    | River Plate        | 0 | 0 | 0 | 0 | 0 | 0  | 0  | 0  |               |
| 8    | Aldosivi           | 0 | 1 | 0 | 0 | 1 | 3  | 4  | −1 |               |
| 9    | Estudiantes (LP)   | 0 | 1 | 0 | 0 | 1 | 1  | 2  | −1 |               |
| 10   | Lanús              | 0 | 1 | 0 | 0 | 1 | 0  | 1  | −1 |               |
| 11   | Rosario Central    | 0 | 1 | 0 | 0 | 1 | 1  | 3  | −2 |               |
| 12   | Huracán            | 0 | 1 | 0 | 0 | 1 | 0  | 3  | −3 |               |

Fonte: AFA (em castelhano) e SAF (em castelhano)

### Resultados
| 13 de março de 2020 | Gimnasia | 0 – 0     | Banfield | La Plata                                             |  |
| 19:00               |          | Relatório |          | Estádio: Juan Carmelo Zerillo Árbitro: Andrés Merlos |  |

| 13 de março de 2020 | Patronato           | 1 – 3     | San Lorenzo                                | Paraná                                                         |  |
| 21:10               | - Julián Chicco 24' | Relatório | - Adam Bareiro 34' - Óscar Romero 83', 88' | Estádio: Presbítero Bartolomé Grella Árbitro: Pablo Echavarría |  |

| 14 de março de 2020 | Independiente       | 1 – 0     | Vélez Sarsfield | Avellaneda                                               |  |
| 15:30               | - Silvio Romero 64' | Relatório |                 | Estádio: Libertadores de América Árbitro: Mauro Vigliano |  |

| 14 de março de 2020 | Godoy Cruz           | 1 – 4     | Boca Juniors                                                                             | Mendoza                                             |  |
| 20:00               | - Tomás Badaloni 28' | Relatório | - Julio Buffarini 6' - Eduardo Salvio 30' - Carlos Izquierdoz 66' - Jorman Campuzano 88' | Estádio: Malvinas Argentinas Árbitro: Darío Herrera |  |

| 15 de março de 2020 | Huracán | 0 – 3     | Talleres                                                          | Buenos Aires                                     |  |
| 15:30               |         | Relatório | - Franco Fragapane 21' - Nahuel Bustos 37' - Guilherme Parede 59' | Estádio: Tomás A. Ducó Árbitro: Patricio Loustau |  |

| 15 de março de 2020 | Unión            | 1 – 1     | Arsenal                     | Santa Fé                                    |  |
| 17:45               | - Walter Bou 59' | Relatório | - Ezequiel Rescaldani 90+2' | Estádio: 15 de Abril Árbitro: Néstor Pitana |  |

| 15 de março de 2020 | Aldosivi                                                       | 3 – 4     | Racing                                                           | Mar del Plata                                           |  |
| 20:00               | - Federico Andrada 2' - Nazareno Solís 11' - Federico Gino 53' | Relatório | - Matías Rojas 46', 64' - Iván Pillud 82' - Carlos Alcaraz 90+6' | Estádio: José María Minella Árbitro: Fernando Rapallini |  |

| 15 de março de 2020 | Central Córdoba     | 1 – 2     | Newell's Old Boys                 | La Banda                                            |  |
| 22:00               | - Matías Nani 90+4' | Relatório | - Luís Leal 36' - Matías Nani 37' | Estádio: Alfredo Terrera Árbitro: Fernando Espinoza |  |

| 16 de março de 2020 | Lanús | 0 – 1     | Argentinos Juniors       | Lanús                                                |  |
| 19:00               |       | Relatório | - Kevin Mac Allister 45' | Estádio: Ciudad de Lanús Árbitro: Hernán Mastrángelo |  |

| 16 de março de 2020 | Rosario Central   | 1 – 3     | Colón                                                          | Rosário                                                  |  |
| 21:10               | - Marco Ruben 47' | Relatório | - Rafael Delgado 18' - Wilson Morelo 21' - Tomás Chancalay 30' | Estádio: Gigante de Arroyito Árbitro: Fernando Echenique |  |

| 23 de dezembro de 2020                                                                   | Defensa y Justicia                              | 2 – 1     | Estudiantes           | Florencio Varela                                    |  |
| 17:10                                                                                    | - Francisco Pizzini 67' - Valentín Larralde 70' | Relatório | - Gaspar Di Pizio 88' | Estádio: Norberto Tomaghello Árbitro: Silvio Trucco |  |
| Nota: A partida foi marcada para 14 de março de 2020, às 13:15, mas acabou sendo adiada. |                                                 |           |                       |                                                     |  |

|                                                                                          | River Plate | –         | Atlético Tucumán | Buenos Aires                                              |  |
|                                                                                          |             | Relatório |                  | Estádio: Antonio Vespucio Liberti Árbitro: Germán Delfino |  |
| Nota: A partida foi marcada para 14 de março de 2020, às 17:45, mas acabou sendo adiada. |             |           |                  |                                                           |  |

Fonte: AFA (em castelhano) e SAF (em castelhano)

## Classificação geral da temporada de 2019–20
A tabela a seguir foi confeccionada com o somatório dos resultados da Copa da Superliga de 2020 e da Superliga de 2019–20 e foi usada para a concessão das vagas para a Taça Libertadores e Copa Sul-Americana de 2021.
Os times foram classificados de acordo com os seguintes critérios: 1) Pontos ganhos (3 pontos por vitória, 1 ponto por empate e 0 pontos por derrota); 2) Saldo de gols; 3) Gols marcados; 4) Pontos ganhos no confronto direto; 5) Saldo de gols no confronto direto; 6) Gols marcados no confronto direto.

### Classificação às competições internacionais
| Pos. | Equipes                 | P  | J  | V  | E  | D  | GP | GC | SG  | Classificação                                |
| ---- | ----------------------- | -- | -- | -- | -- | -- | -- | -- | --- | -------------------------------------------- |
| 1    | Boca Juniors            | 51 | 24 | 15 | 6  | 3  | 39 | 9  | 30  | Fase de grupos da Taça Libertadores de 2021  |
| 2    | River Plate             | 47 | 23 | 14 | 5  | 4  | 41 | 18 | 23  | Fase de grupos da Taça Libertadores de 2021  |
| 3    | Racing Club             | 42 | 24 | 10 | 12 | 2  | 32 | 26 | 6   | Fase de grupos da Taça Libertadores de 2021  |
| 4    | Argentinos Juniors      | 42 | 24 | 11 | 9  | 4  | 23 | 17 | 6   | Fase de grupos da Taça Libertadores de 2021  |
| 5    | Vélez Sarsfield         | 39 | 24 | 11 | 6  | 7  | 27 | 15 | 12  | Segunda fase da Taça Libertadores de 2021    |
| 6    | Defensa y Justicia      | 39 | 24 | 11 | 6  | 7  | 28 | 19 | 9   | Fase de grupos da Copa Sul-Americana de 2021 |
| 7    | San Lorenzo             | 39 | 24 | 12 | 3  | 9  | 35 | 31 | 4   | Fase de grupos da Copa Sul-Americana de 2021 |
| 8    | Newell's Old Boys       | 38 | 24 | 10 | 8  | 6  | 35 | 26 | 9   | Fase de grupos da Copa Sul-Americana de 2021 |
| 9    | Talleres (C)            | 37 | 24 | 11 | 4  | 9  | 37 | 30 | 7   | Fase de grupos da Copa Sul-Americana de 2021 |
| 10   | Lanús                   | 36 | 24 | 9  | 9  | 6  | 32 | 30 | 2   | Fase de grupos da Copa Sul-Americana de 2021 |
| 11   | Rosario Central         | 36 | 24 | 9  | 9  | 6  | 32 | 32 | 0   | Fase de grupos da Copa Sul-Americana de 2021 |
| 12   | Arsenal                 | 35 | 24 | 9  | 8  | 7  | 38 | 33 | 5   |                                              |
| 13   | Independiente           | 32 | 24 | 9  | 5  | 10 | 28 | 25 | 3   |                                              |
| 14   | Estudiantes (LP)        | 30 | 24 | 8  | 6  | 10 | 24 | 24 | 0   |                                              |
| 15   | Atlético Tucumán        | 29 | 23 | 7  | 8  | 8  | 22 | 25 | –3  |                                              |
| 16   | Unión                   | 28 | 24 | 7  | 7  | 10 | 22 | 31 | –9  |                                              |
| 17   | Banfield                | 27 | 24 | 6  | 9  | 9  | 19 | 23 | –4  |                                              |
| 18   | Central Córdoba (SdE)   | 26 | 24 | 6  | 8  | 10 | 22 | 31 | –9  |                                              |
| 19   | Gimnasia y Esgrima (LP) | 24 | 24 | 6  | 6  | 12 | 22 | 23 | –1  |                                              |
| 20   | Patronato               | 23 | 24 | 5  | 8  | 11 | 23 | 37 | –14 |                                              |
| 21   | Huracán                 | 22 | 24 | 5  | 7  | 12 | 17 | 30 | –13 |                                              |
| 22   | Aldosivi                | 22 | 24 | 6  | 4  | 14 | 23 | 39 | –16 |                                              |
| 23   | Colón                   | 21 | 24 | 6  | 3  | 15 | 20 | 40 | –20 |                                              |
| 24   | Godoy Cruz              | 18 | 24 | 6  | 0  | 18 | 23 | 50 | –27 |                                              |

Fonte: AFA (em castelhano)

## Estatísticas

### Artilharia
| Pos. | Jogador      | Time        | Gols |
| ---- | ------------ | ----------- | ---- |
| 1    | Matías Rojas | Racing      | 2    |
| 1    | Óscar Romero | San Lorenzo | 2    |

Fonte: AFA (em castelhano)